# Grupo Miramar
El Grupo Miramar fue una agrupación musical mexicana fundada en el año 1972 y disuelta en el año 1995, cuyos integrantes son originarios de la ciudad de Río Grande, Oaxaca, México. Pionera dentro de la música grupera mexicana gracias a su estilo denominado «Balada tropical»; obtuvieron fama en las décadas de los años 70, 80 y 90 con canciones como: Una lágrima y un recuerdo, Pobres niños, Pobreza Fatal, Aquel inmenso amor, Amor de Verdad, entre otros.

## Historia
Esta agrupación, originaria de Río Grande, población costera del sur de México, inicia su formación en 1972. El fundador del grupo fue Don Julio Padron, quien ese año, reúne a varios músicos de la localidad para formar el grupo que, en un principio, se llamaba «Sensación Miramar» los integrantes originales José Barette Rendón, Enrique Cariño, y Elfego González Antonio Ramírez; esto con la finalidad de amenizar fiestas locales. En 1974 conocen a Delfino Villegas el cual se convierte en el representante y productor, gracias a la firma disquera que el poseía llamada «GVC». En 1976, graban su primer material discográfico con esta productora, en el cual se incluye los temas Una lágrima y un recuerdo, el Burro Borracho, Bésame, Voy Preguntando Por Ella, Cerro Hermoso y Pinotepa. En ese mismo año firman con la disquera Coro con la cual grabaron hasta 1990 cuando firmaron con IM.

## Discografía
- Una Lágrima y Un Recuerdo (1976)
- Aquel Inmenso Amor (1977)

## Grupos imitadores
Debido al éxito de algunos de sus temas en Latinoamérica, fueron solicitados en varios países de la región para ofrecer conciertos, pero el grupo no podía cumplir con todos esos compromisos. Debido a ello, en varios países surgieron conjuntos que adoptaban su nombre y decían ser los originales; particularmente en Argentina, un grupo sin ninguna relación con el Miramar original tomó el nombre «El Grupo Miramar», y con un vocalista de tono similar al de Barette y un estilo musical idéntico grabó varios LP entre fines de los años 1970 e inicios de los años 1980, tales como «No me dejen, no me dejen» e «Impecable». Debido a estos incidentes, Jose Barette Rendon decidió cambiar el nombre del grupo como El Original Grupo Miramar de Jose Barette".

## Integrantes originales
Según el registro original del nombre en el Instituto Nacional del Derecho al Autor
- José Barette Rendón: bajo eléctrico y segunda voz
- Antonio Ramírez Cruz: 1a voz
- Élfego González Corcuera (†): congas
- Daniel Palomino Meraz: güiro
- Juán Guzmán Mateos: batería
- Enrique cariño: teclados
- Lauro Aguilar: coros

Al inicio, la guitarra era tocada por Enrique cariño y el bajo eléctrico por Jose Barette; Más adelante Jose Barette se convierte en la 1ª voz y Antonio Ramírez se queda en el bajo eléctrico ya que el público identifica más al internacional grupo Miramar por la voz de Pepe Barette o José Barette Rendón.

## Historia reciente
A raíz de algunos problemas internos, el grupo fue disuelto en 1995. Hoy en día existen muchas agrupaciones desprendidas del grupo original destacándose las creadas por 
Enrique Palomino,
Antonio Ramírez Cruz, 
Élfego González denominada "Muñeca Imagen del Miramar"
Y José Barette y su grupo Miramar 
.